# Jindřich Krištof Hataš
Jindřich Krištof Hataš, auch Heinrich Christoph Hatasch bzw. Heinrich Christoph Hattasch, (* 1739 in Hohenmaut; † nach 1808 in Hamburg, auch unter dem deutschen Namen Heinrich Christoph Hatasch bzw. Hattasch bekannt) war ein böhmischer Komponist und Violinist.
Der jüngere Bruder von Dismas Hataš war Theaterkapellmeister in Brünn und lebte später in Hamburg, wo er 1778 Konzertmeister im Orchester von Friedrich Ludwig Schröders Theatertruppe wurde. In Hamburg erschienen einige seiner Werke, darunter mehrere Singspiele, im Druck.